# Резолюция 25 на Съвета за сигурност на ООН
Резолюция 25 на Съвета за сигурност на ООН, приета на 22 май 1947, постановява, че молбата на Италия за членство в ООН трябва да бъде представена на Комисията за приемане на нови членове за разглеждане и докладване пред Съвета в разумни срокове.
Резолюцията е приета с мнозинство от 10 гласа, като представителят на Австралия гласува въздържал се.